# Joseph Meyer
Carl Joseph Meyer (9 de maio de 1796, Gota, Alemanha – 27 de junho de 1856, Hildburghausen, Alemanha) foi um editor alemão e industrial. 

## Biografia
Meyer foi educado como comerciante em Frankfurt. Ele foi para Londres em 1816, mas retornou à Alemanha em 1820 depois de ter perdido muitas ações através de especulações. Na Alemanha, ele investiu em empresas de comércio têxtil (1820–1824), na indústria de mineração e no setor ferroviário, durante os anos trinta e quarenta do século XIX, mas com resultados limitados. 
Meyer foi muito bem-sucedido como editor, empregando um sistema de assinaturas de publicações seriadas, o que era uma novidade naquela época. Para este fim, ele fundou a empresa "Instituto Bibliographisches" na cidade de Gota, em 1826, que publicou diversas edições da Bíblia, obras de literatura clássica (entre elas: "Miniatur-Bibliothek der deutschen Classiker", "Groschen-Bibliothek"), alguns atlas, o mundo em fotos ("Meyers Universum", 1833–1861, dezessete volumes, em doze idiomas com 80.000 assinantes em toda a Europa) e uma enciclopédia, (das Grosse Conversations-Lexikon für die gebildeten Stände, 1839–1855, cinquenta e dois volumes).